# 29e bataillon de chasseurs à pied
 (janvier 2016).
Si vous disposez d'ouvrages ou d'articles de référence ou si vous connaissez des sites web de qualité traitant du thème abordé ici, merci de compléter l'article en donnant les références utiles à sa vérifiabilité et en les liant à la section « Notes et références ».
Le 29e bataillon de chasseurs à pied (29e BCP) est une unité aujourd’hui dissoute de chasseurs à pied de l'infanterie française.

## Création, garnisons, et différentes dénominations
- 28 janvier 1871 : création du 29e bataillon de chasseurs à pied de marche, à Rochefort[1], garnison à Cisteron[1], Antibes et Marseille.
- 11 août 1871 : devient 29e bataillon de chasseurs à pied
- 1873 : garnison à Lyon, dépôt à Pont-Saint-Esprit
- 1874 - 1er août 1875 : garnison à Lyon, dépôt à Montauban.
- 1er août 1875 - 3 juillet 1877 : garnison à Toulouse, Luchon, Fos.
- 3 juillet 1877 - 12 avril 1881 : garnison à Castelsarrazin.
- Février 1889 : retour de Tunisie sur le Kléber, garnison à Vincennes où il reçoit en dépôt le drapeau des bataillons de chasseurs[1]
- 1er octobre 1900 - 30 juillet 1914 : garnison au Quartier Audéoud à Saint-Mihiel, poste de commandement à Épernay.
- 1er décembre 1918 - janvier 1919 : garnison à Herrlisheim [Lequel ?].
- 6 juillet 1922 - 2 mai 1929 : garnison à Haguenau.
- 2 mai 1929 - 31 mars 1933 : garnison à Sélestat.
- avril 1933 - : garnison à Gérardmer.
- 10 juin 1940 : dissolution.
- 16 avril 1948 : reconstitué à Coulommiers.
- juin 1949 - avril 1951 : garnison à Rastatt.
- avril 1951 - mars 1955 : garnison à Offenbourg.
- mars 1955 : dissolution.
- novembre 1955 - août 1962 : reformé, il part en Algérie.
- 30 septembre 1962 : dissolution.
- octobre 1972 : reconstitué au sein de la 6e D.B/62e D.M.T, il constitue avec les 10e et 30e bataillons la force de réserve d'infanterie de la division du Rhin.

## Chefs de corps
- 28 janvier 1871 - 15 janvier 1878 : CBA Defaucamberge
- 15 janvier 1878 - 9 avril 1881 : CBA Robillard
- 9 avril 1881 - 29 juillet 1885 : CBA Gerboin
- 29 juillet 1885 - 16 février 1891 : CBA Humbel
- 16 février 1891 - 27 mars 1897 : CBA Bazin
- 10 avril 1897 - 19 mars 1898 : CBA Carteron
- 29 mars 1898 - 13 septembre 1900 : CBA Claret de la Touche
- 19 septembre 1900 - 10 juillet 1907 : CBA Arlabosse
- 10 juillet 1907 - 27 mars 1910 : CBA Dubois
- 28 mars 1910 - 24 mars 1912 : CBA Beraud-Reynaud
- 24 mars 1912 - 24 février 1913 : commandant Tanant
- 24 février 1913 - 10 septembre 1914 : CBA Renouard
- 11 septembre 1914 - 8 avril 1915 : CBA Zerbini
- 23 avril - 23 juin 1915 : CBA Laurent
- 23 juin 1915 - 11 octobre 1916 : CBA Zerbini
- 16 octobre 1916 - 3 août 1918 : CBA Dumont
- 2 septembre 1918 - 15 avril 1919 : CBA de Trale
- 15 avril 1919 - 10 avril 1926 : CBA Bodard
- 28 avril 1926 - 23 septembre 1930 : CBA Chanal
- 23 septembre 1930 - 22 septembre 1932 : CBA Tardu
- 23 septembre 1932 - 25 septembre 1934 : CBA de Grancey
- 25 septembre 1934 - 29 septembre 1936 : CBA Marchand
- 30 septembre 1936 - 30 décembre 1938 : CBA Bertrand
- 31 décembre  1938 - 16 avril 1940 : CBA Lacombe
- 17 avril - 20 mai 1940 :capitaine Cappelier
- 16 avril 1948 - 15 avril 1950 : CBA Abrial
- 16 avril 1950 - 30 août 1952 : CBA Lombard
- 1er septembre 1952 - : CBA Degat

## Engagements

### De 1871 à 1914
- Février 1871 : le bataillon rejoint Cisteron[Où ?] où il concourt au désarmement de la Légion garibaldienne de Frapolli[1].
- 2 avril 1871 : le bataillon s'empare de la préfecture de Marseille, foyer de l'insurrection de la Commune de cette ville[1].
- 27 août 1871 : le bataillon désarme la garde nationale de Lyon à Sathonay[1].
- Mai 1875 : le bataillon surveille les débouchés des routes par lesquelles les débris de l'insurrection espagnole pénètrent en France[1].
- Juin 1875 : le bataillon se distingue par l'aide apportée aux populations sinistrées par les inondations de la Garonne[1].
- 12 avril 1881 - mars 1889 : Embarque à Toulon, campagne de Tunisie. Il participe à l'expédition de Kroumirie. Après les opérations il est désigné pour faire partie du corps d'occupation de Tunisie. Il y restera 8 ans, pacifiant le pays, et construisant postes, routes et pistes à Ain-Draham, Tunis, Zaghouan, Foum Tataouine (Tataouine aujourd'hui), La Goulette, Bizerte, Kairouan, Sfax et Gabès[1].Le dépôt du bataillon est localisé à Castelsarrasin.

### Première Guerre mondiale

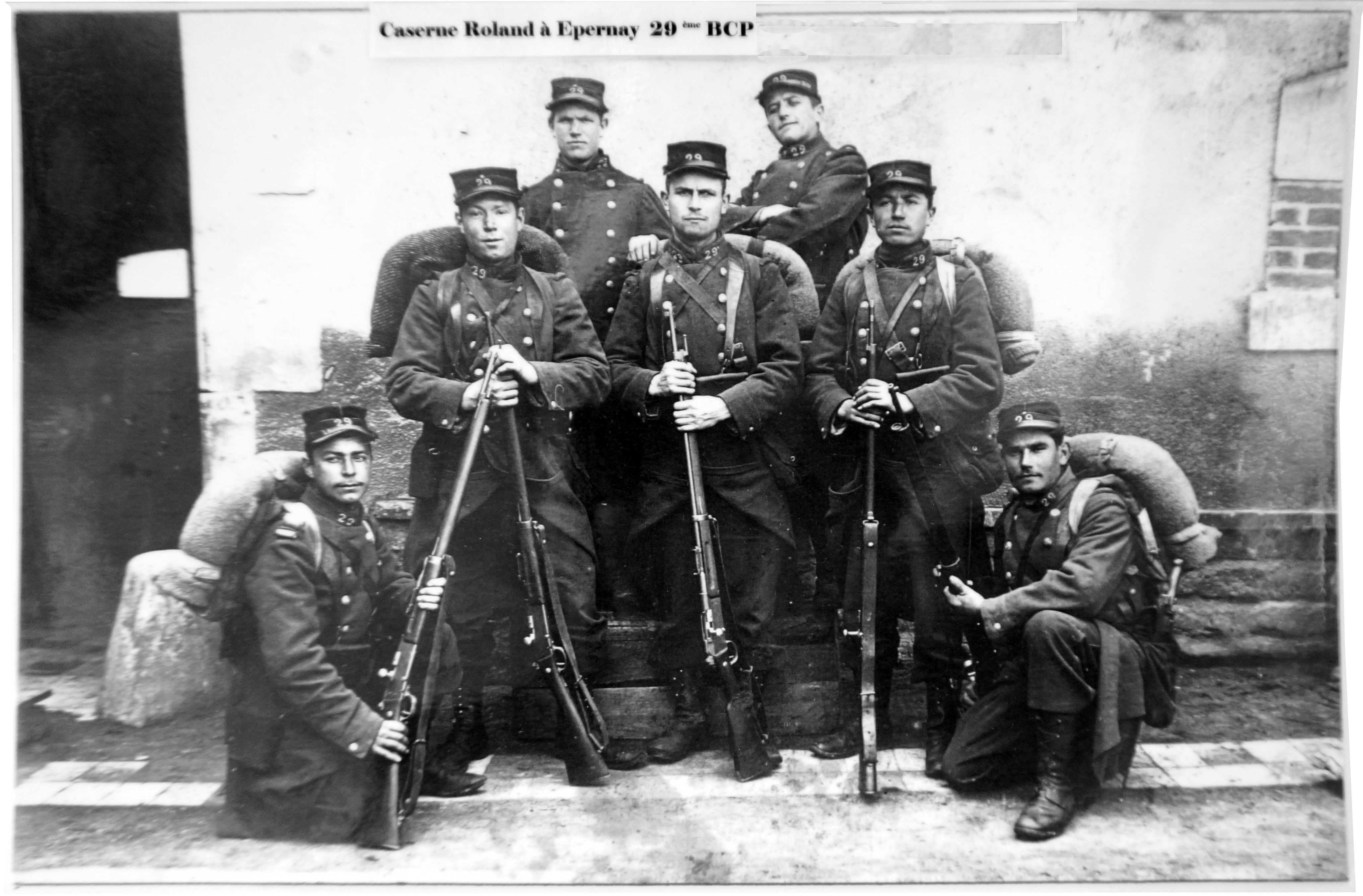
Détachement à Épernay.

#### Rattachement
En 1914, le bataillon a pour casernement Saint-Mihiel, il fait partie de la 80e brigade de la 40e division d'infanterie du 6e corps d'armée. Il est incorporé à la 40e DI d'août 1914 à juin 1915, puis à la 127e DI de juin 1915 jusqu'en novembre 1918.

#### Historique

##### 1914
En août 1914, combat en Lorraine.
En septembre, combats de Vaux-Marie, puis secteur de la Woëvre.

##### 1915
En septembre, bataille de Champagne.

##### 1916
Bataille de Verdun, en juin, le bois Fumin, la batterie de Damloup, fort de Souville.

##### 1917

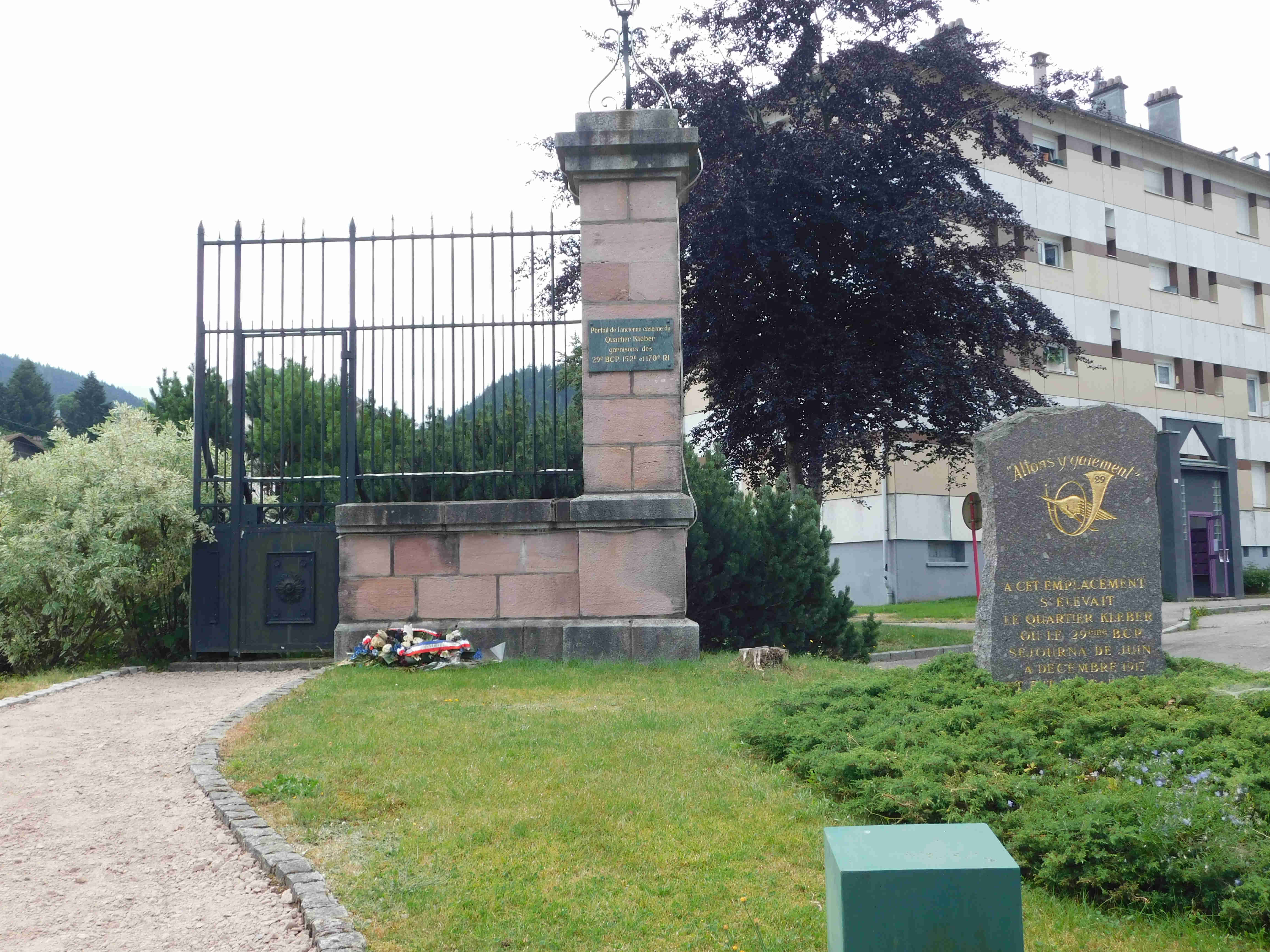
Quartier Kléber à Gérardmer de juin à décembre 1917

Bataille du Chemin des Dames.

##### 1918
Vosges, Picardie.

### Entre-deux-guerres
- 14 novembre 1918 : le bataillon se met en marche pour participer au défilé triomphal à travers l'Alsace (Baccarat, Brumath, Bischwiller, Haguenau, Herrlisheim)[1]
- 8 décembre 1918 : Strasbourg pour recevoir le président de la république Raymond Poincaré[1]
- 11 février 1919 - 6 juin 1920 : occupation à Sarrebruck. Maintien de l'ordre lors des grèves d'octobre 1919 dans la Sarre[1].
- 6 juin - 17 août 1920 : dirigé sur le territoire de Teschen.
- 17 août 1920 - 3 juillet 1922 : occupation en Haute-Silésie : Kattowitz, Pless, Beuthen, Gleiwitz, Rybnick, etc.

### Seconde Guerre mondiale
- 1939 : Alsace, Lorraine
- 1940 : Champagne, Belgique. Les rescapés combattent sur le canal de la Bassée, se replient sur Dunkerque et embarquent pour Douvres. Ils forment le 1er bataillon de marche du 158e RI.

### Après la Seconde Guerre mondiale
- 1957 - 1961 : stationné à El Kseur (vallée de la Soummam en Kabylie).
- 1970 - 1992 : stationné au camp de Bitche en tant qu'unité de réserve de la Brigade d'Alsace.

## Traditions

### Insigne
Trompe de chasse traversée par une cigogne en vol  le tout couleur argent

### Devise
« Allons-y gaiement »

### Drapeau
Comme tous les autres bataillons et groupes de chasseurs, le 29e BCP ne dispose pas d'un drapeau propre, mais arbore le drapeau des chasseurs.

### Décorations
Décoré de la croix de guerre 1914-1918, avec quatre citations à l'ordre de l'armée, une citation à l'ordre du corps d'armée, deux citations à l'ordre de la division et deux citations à l'ordre de la brigade.

### Chant
« C'est le vingt-neuvième qui n'a pas de pain,
Qui crève de faim et marche quand même ! »
Variante « humoristique » chantée par la troupe :
« Tiens voilà les bleus, ces cochons de bleus, s'ils crèvent de faim tant pis pour eux. »

### Personnalités ayant servi au29eBCP
- Philippe Pétain (1856-1951) : comme capitaine en 1893[1]
- Joseph Aymerich (1858-1937)
- Louis Dulhom-Noguès, né Louis Barbet (1889-1914), poète mort pour la France le 8 septembre 1914
- Raymond Subes (1891-1970)
- Henry de Buttet (1907-2005)
- J.A. Martin, né André Martin (1911-1949), explorateur polaire
- Jean Amadou (1929-2011)
- Dominique Venner (1935-2013)[2]

### Sources et bibliographie
- Lieutenant Colonel E. Plan, Historique du 29e bataillon de chasseurs à pied pendant la guerre 1914-1918, Haguenau, Impr. de Haguenau, 12 p., lire en ligne sur Gallica.